# 삼산고등학교 (울산)
삼산고등학교(三山高等學校)는 대한민국 울산광역시 남구 삼산동에 있는 공립 고등학교이다.

## 학교 연혁
- 2003년 12월 20일 : 학교 설립인가(24학급)
- 2004년 2월 25일 : 삼산고등학교 준공
- 2004년 3월 1일 : 개교(9학급 291명, 특수학급 1)
- 2004년 3월 5일 : 제1회 입학식(8학급 294명)
- 2004년 6월 17일 : 다목적교실(늘푸른전당) 준공 및 개교기념식 실시
- 2005년 12월 15일 : 도서관 개관식
- 2007년 2월 14일 : 제1회 졸업식(8학급 277명)
- 2012년 7월 21일 : 자율학교 지정(교육과정분야)
- 2013년 8월 27일 : 미래형 ESD 융합 교실 구축학교 선정
- 2023년 9월 1일 : 제8대 원영길 교장 취임
- 2025년 1월 6일 : 제19회 졸업식 (8학급 207명) 총 졸업생 수 5,206명
- 2025년 3월 4일 : 제22회 입학식 (8학급 230명)

## 참고 자료
- 삼산고등학교 - 한국교육학술정보원 학교알리미